# Hierococcyx varius
El cuco chikra (Hierococcyx varius) es una especie de ave cuculiforme de la familia Cuculidae que habita en el subcontinente indio. Se asemeja al gavilán chikra, incluso en su forma de volar y postura cuando está posado. Como otros cucos es un parásito de puesta que pone sus huevos en los nidos de pájaros como los timálidos. 

## Descripción
El cuco chikra es un cuco de tamaño entre medio y grande, con el tamaño aproximado de una paloma (alrededor de 34 cm). Su plumaje de sus partes superiores es pardo grisáceo y las inferiores son blanquecinas con un listado horizontal castaño. Su cola también está listada. Ambos sexos son similares aunque los machos tienden a ser más grandes. Presentan un característico anillo periocular amarillo. Los inmaduros tienen el pecho salpicado de motas pardas de forma similar a los inmaduros del gavilán chikra, que tienen forma de «V» en el vientre. En un primer vistazo puede ser confundido con un gavilán. Su vuelo directo usando una mezcla de aleteos y planeos asemeja a la cadencia de vuelo de los gavilanes (especialmente al chikra) y cuando está posado mueve su cola de lado a lado como ellos. Muchos pájaros pequeños y ardillas emiten sus llamadas de alarma en su presencia como hacen con el gavilán.

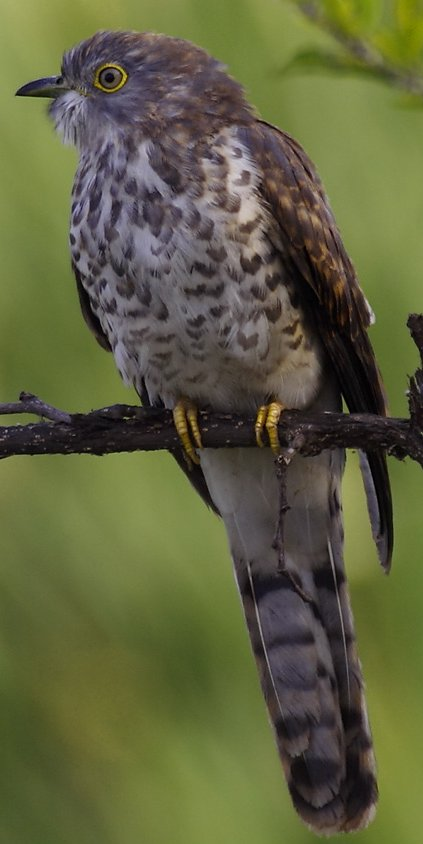
Inmaduro con el sus partes inferiores moteadas.

Puede confundirse con el cuco grande, aunque este suele presentar motas oscuras en garganta y pecho. Los jóvenes cucos chikra tienen la barbilla clara pero los cucos grandes jóvenes la tienen negra.

## Taxonomía
El ejemplar tipo fue recolectado por Martin Hendriksen Vahl en Tranquebar en Tamil Nadu en 1797. Algunos expertos lo catalogan dentro de Hierococcyx y otros en el género Cuculus.
Se reconocen dos subespecies, la nominal de la India y Bangladés y ciceliae de las regiones montañosas de Sri Lanka. Las poblaciones continentales tienen el plumaje más claro que ciceliae.

## Distribución

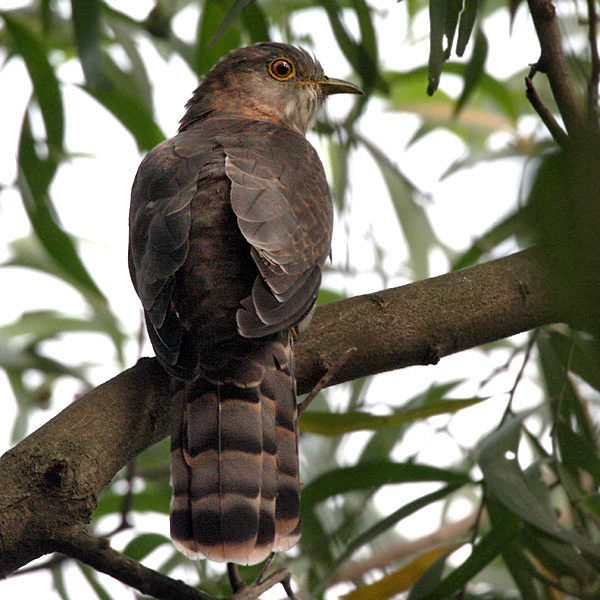
Ejemplar en Bengala occidental

El cuco chikra se encuentra en la mayor parte del subcontinente indio desde Pakistán en el oeste y hasta Bangladés en el este, y llegando hasta Nepal, Bután en el norte y hasta Sri Lanka en el sur. Por lo general es un ave sedentaria pero las poblaciones que se encuentran en zonas altas o áridas realizan desplazamientos locales. Algunos individuos de las poblaciones de la India invernan en Sri Lanka. En los montes del centro de Sri Lanka se encuentran las poblaciones de ciceliae que son sedentarias. En el Himalaya suele encontrarse en altitudes bajas, generalmente por debajo de los 1000 m y el cuco grande tiende a ser más abundante en altitudes mayores.
Es una especie arborícola que raramente desciende al suelo. Entre sus hábitats se encuentran los bosques caducifolios y los semiperednes, las arboledas e incluso los jardines.

## Comportamiento

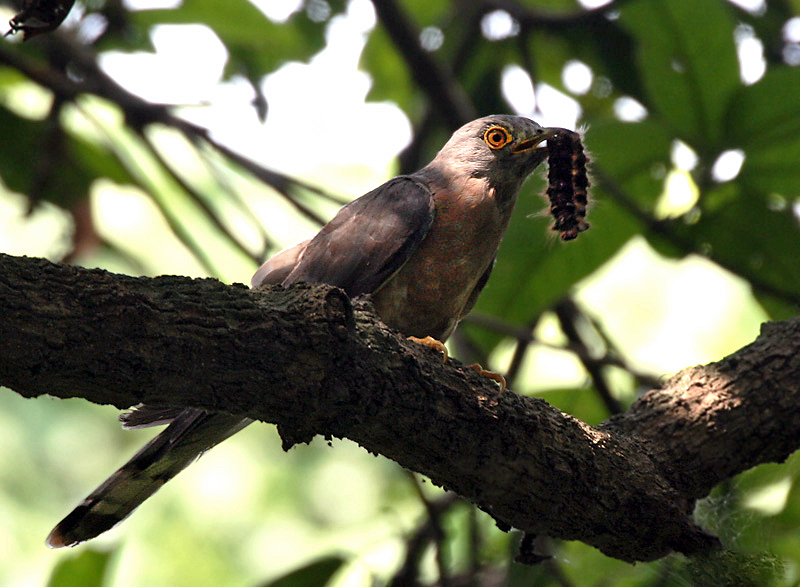
Con una oruga recién capturada.

Los cucos chikra se alimentan de insectos, especialmente de orugas peludas. Las tripas de las orugas con frecuencia contienen toxinas que los cucos generalmente quitan presionando y frotando las orugas contra las ramas antes de tragarlas. Los cucos separan en el estómago los pelos de las orugas y los regurgitan.
Durante los meses de verano, antes de los monzones, los machos son fácilmente detectables por sus cantos de tres notas, que repiten 5 o 6 veces, que van subiendo en tono y terminan abruptamente. Se escuchan durante el día y frecuentemente en las noches de luna clara. Las llamadas de las hembras son series de notas chirriantes.
Como muchos cucos esta especie practica el parasitismo de puesta, con preferencia por los timálidos principalmente del género Turdoides, aunque también se ha registrado en miembros del género Garrulax.
Su época de cría es de marzo a junio, coincidiendo con la de algunos charlatanes miembros de Turdoides. Suelen poner un solo huevo en cada nido, que es azul como el de sus huéspedes. El pollo recién eclosionado normalmente tira del nido los huevos del huésped que lo criará hasta su total desarrollo, al que seguirá durante casi un mes tras dejar el nido. T C Jerdon apunta que no siempre expulsa del nido a los demás huevos y que a veces puede verse a los inmaduros junto a jóvenes charlatanes. Cuando se desplazan con las bandadas de charlatanes los pollos de cuco emiten una llamada chillona de tipo kii-kii para pedir comida a sus padres adoptivos que se encuentran en el grupo. Las principales especies hospedadoras en la India son Turdoides striatus y Turdoides affinis. Hawk-cuckoos also parasitise the Large Grey Babbler Turdoides malcolmi. En Sri Lanka su huésped es Turdoides striatus.
Esta especie a su vez sufre del parasitismo de gusanos de los ojos, y se han encontrado en la cavidad orbital gusanos del género Oxyspirura.